# Metromare
Il Metromare, detto anche  Trasporto Rapido Costiero (TRC), è un sistema di trasporto filoviario di tipo Bus Rapid Transit. L'opera collega la stazione di Rimini a quella di Riccione. Il tempo di percorrenza dei filobus tra i due capolinea (distanti 9,768 km) è di 23 minuti, con una frequenza cadenzata delle corse ogni 15-30 minuti.
La prima tratta della filovia è stata costruita dal 2012 al 2018. In una fase successiva, l'opera giungerà fino alla Fiera di Rimini ed è in studio l'estensione fino alla stazione di Santarcangelo di Romagna e il collegamento fino alla città di Cattolica.

## Storia

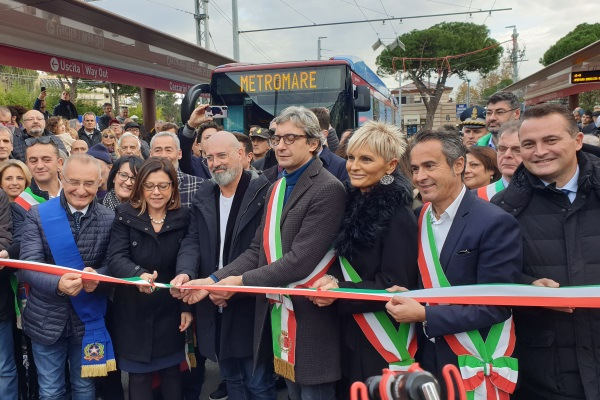
L'inaugurazione del Metromare (23 novembre 2019)

Un primo progetto della linea di costa appare ufficialmente nel 1994: a marzo fu inserito nel nuovo piano regolatore, a maggio fu presentato dalla Regione Emilia-Romagna in seno europeo e a dicembre fu approvato il primo accordo di programma. Nel marzo del 1996 il Consiglio dei ministri stanziò 62 miliardi di lire di finanziamenti per l’opera, poi confermati a dicembre anche dal Cipe; nel frattempo, nel maggio di quell'anno fu approvato il progetto definitivo.
Nell'agosto 2011 iniziò la fase preliminare e preparatoria dei lavori, consistente nello spostamento dei sottoservizi che avrebbero intralciato il percorso; fase che durò circa un anno.
Il 14 luglio 2012 furono consegnati i cantieri alla Italiana Costruzioni, anche se i primi lavori iniziarono alla fine del mese di settembre.
Il tracciato è stato ultimato verso la fine del 2017; nel 2018 sono stati effettuati i lavori per la predisposizione delle fermate e del posto centrale di controllo, ed effettuati i test sui mezzi.
Sabato 23 novembre 2019 è stato inaugurato il servizio effettuato con autobus provvisori ibridi in attesa della consegna dei filosnodati ExquiCity, prevista per la primavera 2020. Nelle giornate del 22 e del 23 novembre il pubblico ha potuto viaggiare gratuitamente; successivamente è entrato a regime il servizio a pagamento, con la cadenza dei mezzi di circa 20 minuti e solo in orari diurni, in attesa della consegna dei mezzi definitivi.
Nel dicembre 2020 è terminato il collaudo del tracciato. mentre nel settembre 2021 è terminato il collaudo dei filobus costruiti dall'azienda belga Van Hool. Il 28 ottobre 2021 i nove filobus sono entrati in servizio.
Nell'anno 2022 vengono trasportati complessivamente 696.785 passeggeri, che nell'anno successivo diminuiscono a 656.248 passeggeri, dopo l'introduzione nel luglio 2023 del Metromare Ticket al prezzo unico di € 2,50.

## Tratte successive
È stato approvato in linea tecnica dalla Giunta comunale di Rimini il prolungamento, su sede promiscua, in direzione della Fiera, con la possibilità terminare presso la stazione di Santarcangelo di Romagna. È previsto, ma non ancora confermato, il prolungamento da Riccione in direzione di Cattolica.
Nell'aprile 2020 la ministra delle Infrastrutture e dei Trasporti Paola De Micheli ha firmato il decreto che assegna al Comune di Rimini un contributo di 49 milioni di euro per l’estensione del tracciato del Metromare, dalla stazione ferroviaria alla fiera. Il nuovo troncone del sistema di trasporto rapido sarà lungo 4,2 km e prevede l’impiego di mezzi elettrici su gomma che correranno su una corsia dedicata con una frequenza di 7 minuti e mezzo.

## Controversie

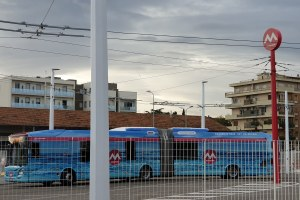
Autobus ibrido a metano in prestito da Tper Bologna, usato in via sperimentale in attesa della consegna dei filobus elettrici

A Riccione, dopo l'approvazione dell'opera da parte della giunta e poi del Consiglio comunale, iniziò una forte contestazione tanto che alle elezioni del nuovo sindaco nel giugno 2014, il candidato Ubaldi (Partito Democratico) fu battuto al ballottaggio da Renata Tosi (centro-destra), la quale ha sempre sostenuto l'inutilità dell'opera. Nel giugno e luglio 2014 a Riccione ci furono forti contestazioni con l'apertura dei cantieri nelle zone urbanizzate, al punto che sono dovute intervenire ingenti forze di Polizia per mantenere l'ordine pubblico.
L'opera è stata contestata, oltre che per i costi e gli espropri, anche per i dubbi sull'utilità. Comitati di cittadini, esponenti politici locali e gruppi studenteschi hanno espresso perplessità, facendo notare che la prima tratta prevista segue di pari passo il percorso della ferrovia, non consentendo di raggiungere direttamente alcun luogo di interesse (monumenti, ospedali, aeroporto, istituti scolastici, università e così via) e non avrebbe risolto le esigenze del trasporto pubblico locale.
Sono state espresse critiche per l'anticipazione dell'apertura dell'infrastruttura nel novembre 2019, che ha comportato un'ulteriore spesa di 1,1 milioni di euro per predisporre autobus a metano e ibridi in luogo dei filobus non ancora collaudati.

## Caratteristiche

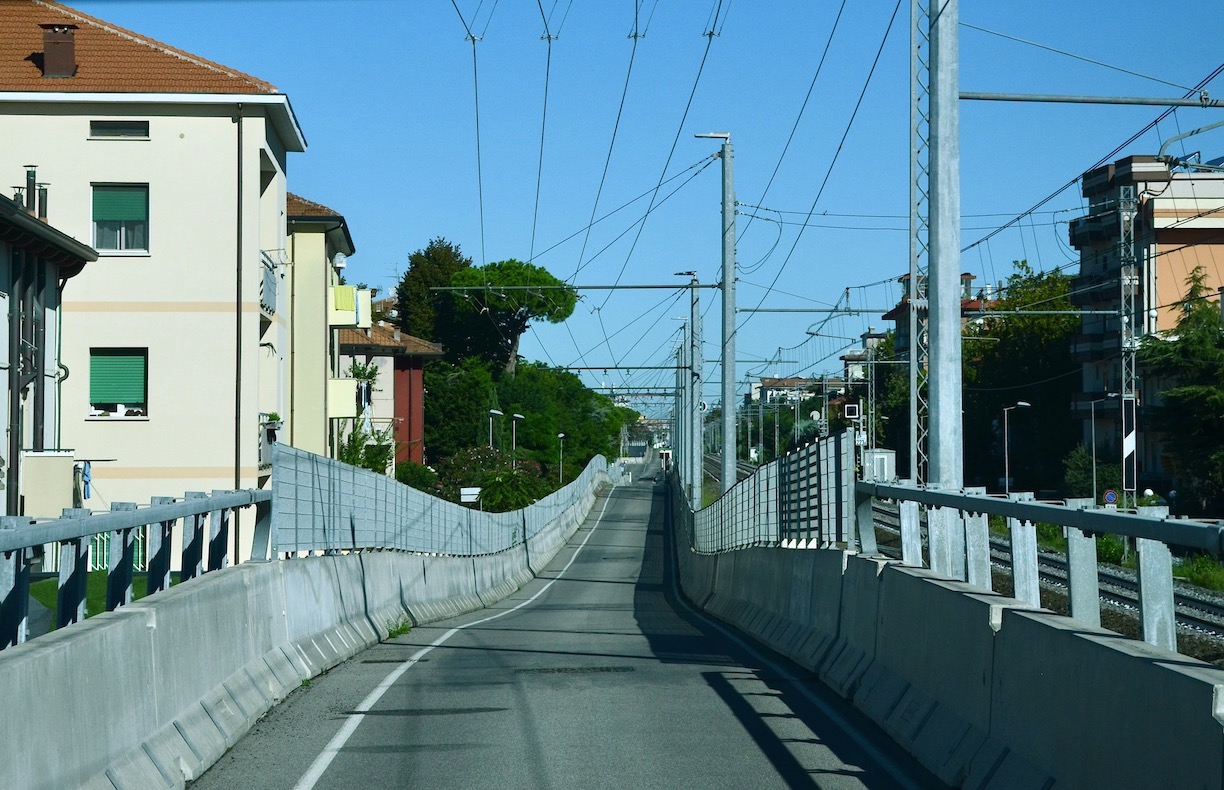
La carreggiata bidirezionale, ad una corsia di larghezza, visto dalla stazione di Fiabilandia (2022)

La prima tratta della filovia è lunga 9,768 km e corre interamente in sede protetta, lungo una carreggiata di larghezza variabile da 4,20 m a 7,30 m in affiancamento alla ferrovia Bologna-Ancona. Al completamento della prima fase dei lavori nel 2019, la linea dispone di 17 stazioni, di cui 15 intermedie, mentre il servizio ha una frequenza di 20 min e i filobus percorrono l'intero tragitto in 25 minuti.

### Percorso
|  |  |  | Continuation backward |

|  |  | Unknown route-map component "HUBc2" + Unknown route-map component "uWSLa" | Unknown route-map component "HUB3" + Station on track |

|  |  | Unknown route-map component "HUB1" + Urban station on track | Unknown route-map component "HUBc4" + Straight track |

|  |  | Urban stop on track | Straight track |

|  | Unknown route-map component "KDSTaq" | Urban straight track + Unknown route-map component "BUEq" | Unknown route-map component "ABZgr" |

|  |  | Urban stop on track | Straight track |

|  |  | Urban stop on track | Straight track |

| Unknown route-map component "uexLSTRaq" | Unknown route-map component "uxWSLg+lq" | Unknown route-map component "uTBHFeq" | Straight track |

|  |  | Urban stop on track | Straight track |

|  |  | Urban stop on track | Straight track |

|  |  | Urban stop on track | Straight track |

|  |  | Urban stop on track | Straight track |

|  |  | Unknown route-map component "HUBaq" + Urban stop on track | Unknown route-map component "HUBeq" + Stop on track |

| Unknown route-map component "uexLSTRa" |  | Urban station on track | Straight track |

| Unknown route-map component "uexLSTRl" | Unknown route-map component "uxWSLgaq" | Unknown route-map component "uABZgr+r" | Straight track |

|  |  | Urban stop on track | Straight track |

|  |  | Unknown route-map component "uhKRZWae" | Unknown route-map component "hKRZWae" |

|  |  | Urban stop on track | Straight track |

|  |  | Urban stop on track | Straight track |

|  |  | Urban stop on track | Straight track |

|  |  | Transverse water + Unknown route-map component "lhMSTRae" + Urban stop on track | Unknown route-map component "hKRZWae" |

|  |  | Unknown route-map component "HUB2" + Urban station on track | Unknown route-map component "HUBc3" + Straight track |

|  |  | Unknown route-map component "HUBc1" + Unknown route-map component "uWSLr" | Unknown route-map component "HUB4" + Station on track |

|  |  |  | Continuation forward |

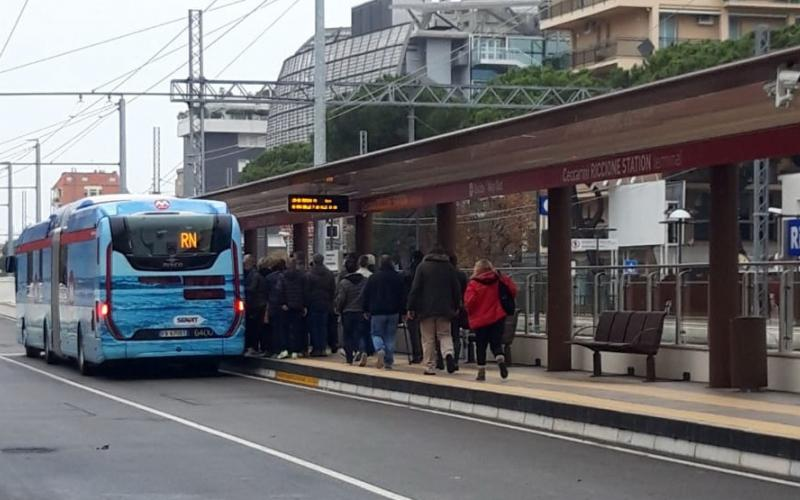
Ceccarini Riccione Station

Il percorso del Metromare si sviluppa per la lunghezza di 9,768 km quasi interamente in sede protetta: fanno eccezione il passaggio a livello della diramazione ferroviaria dell'Officina Manutenzione Ciclica e il capolinea di Riccione, presso il quale i mezzi escono sulla strada pubblica e sfruttano la rotonda davanti alla stazione per invertire la marcia, rientrando dallo stesso varco. Durante questa fase il traffico veicolare è fermato tramite semafori. La carreggiata corre parallelamente alla linea ferroviaria, lato monte, e la larghezza varia da 4,20 a 7,30 m: per circa il 60% il servizio si svolge a senso unico alternato su corsia singola, mentre il restante 40% a doppio senso su due corsie. È, in particolare, a corsia singola in tutto il tratto riccionese che va dalla fermata D'Annunzio Nord al capolinea di Ceccarini Riccione Station e in tutti gli altri tratti nei quali l'eccessiva vicinanza delle case non ha permesso la costruzione della doppia corsia.
Sono presenti quindici stazioni intermedie alle quali si aggiungono i due capolinea di Rimini Station e Ceccarini-Riccione Station, dove avviene l'interscambio con le rispettive stazioni ferroviarie. Un altro interscambio è possibile presso la fermata Miramare Station, che si attesta all'altezza dell'omonima fermata ferroviaria.
In corrispondenza delle fermate Toscanini e Miramare Airport sono previste due grosse rotatorie per permettere ai mezzi, qualora necessario, di invertire la marcia, o anche di accedere o abbandonare il percorso, suddividendo quest'ultimo in tre tronconi di simile lunghezza. Dalla fermata Miramare Airport sono previsti dal 2020 dei collegamenti in sede promiscua (navetta) con l'Aeroporto Federico Fellini, mentre dalla fermata Toscanini sono previsti dei collegamenti, sempre in sede promiscua, con tutti i maggiori servizi territoriali (ospedale, centro studi, tribunale). Collegamenti "a pettine" saranno comunque creati anche presso tutte le altre fermate.

### Le fermate

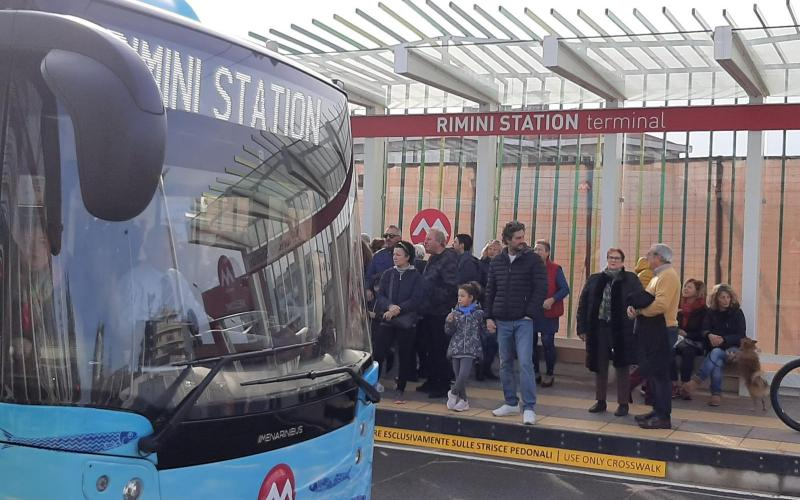
Rimini Station terminal

Nei progetti delle fermate Toscanini, Marebello, Rivazzurra, Fiabilandia, Dante e Porto è stata realizzata un'unica banchina centrale con marciapiedi disposti in serie. Il passaggio dei viaggiatori dalla banchina centrale e verso questa avviene al di là del punto di arresto in fermata dei veicoli, regolato da appositi dispositivi luminosi.
Le fermate Kennedy, Pascoli, Bellariva, Miramare Station, Miramare Airport, Marano, D'Annunzio Nord e Alba, nonché i due capolinea di Rimini Station e Ceccarini Riccione Station, sono invece realizzate con due banchine laterali contrapposte, ciascuna specializzata per senso di marcia.
Per la particolare conformazione dei luoghi, in corrispondenza della fermata Lagomaggio è dotata di due marciapiedi laterali contrapposti, utilizzati in modo esclusivo per un senso di marcia o per l'altro. Non sono presenti punti di intersezione tra le traiettorie dei veicoli, che saranno sempre regolati da un sistema elettronico centrale di controllo.
Le aree di attesa sui marciapiedi delle fermate sono parzialmente coperte da pensiline e potranno essere dotate di esercizi commerciali, punti di servizio e di ristorazione.

### I mezzi

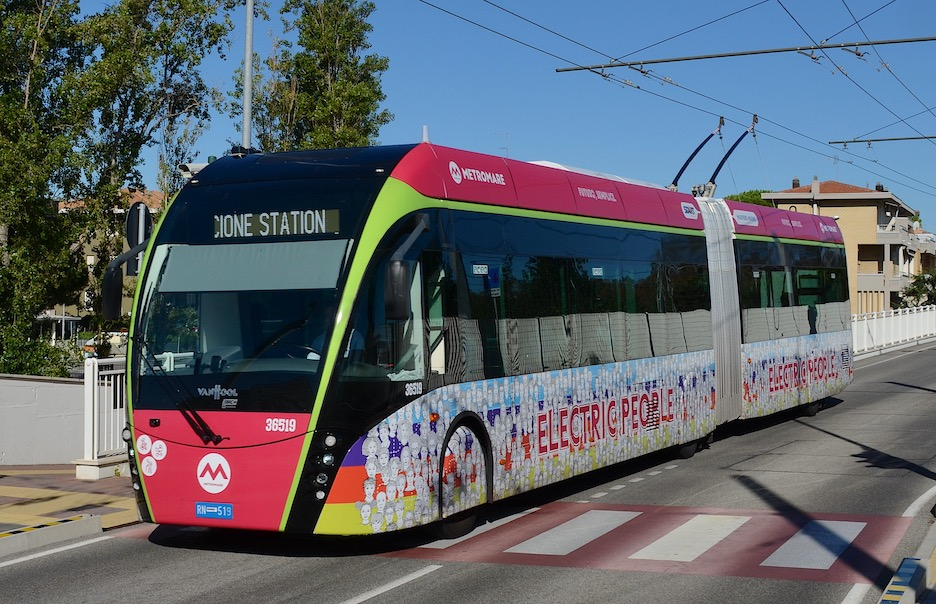
Una VanHool Exquicity 18T

Nei primi otto mesi di servizio, dall'inaugurazione del 23 novembre 2019, il trasporto è stato svolto utilizzando autobus a metano e ibridi, in attesa del collaudo dei mezzi filoviari a trazione elettrica.
Il servizio è attualmente svolto da 9 filosnodati VanHool Exquicity 18T.